# Steen Thychosen
Steen Thychosen, född 9 oktober 1958 i Vejle, Danmark, är en dansk före detta professionell fotbollsspelare (anfallare) och senare tränare som under 1980-talet var uttagen i Danmarks trupp till EM 1984. På klubbnivå spelade Thychosen bland annat för klubbar som Vejle BK och Borussia Mönchengladbach.

## Karriär

### Som spelare
Steen Thychosen är mest känd som anfallsspelare i Vejle BK där han spelade i sammanlagt åtta år under tre perioder. Har vann han 1977 den danska cupen och 1978 också ligan.  Efter dessa framgångar flyttade han sommaren 1978 till Tyskland och Borussia Mönchengladbach. Där hade han sin största internationella framgång då klubben 1979 vann Uefacupen, även om dansken inte spelade i någon av de två finalmatcherna när tyskarna besegrade Röda Stjärnan med sammanlagt 2–1. Säsongen därpå blev det en ny final i Uefacupen, men nu fick Mönchengladbach ge sig mot Frankfurt efter ett sent vinstmål i match 2. Thychosen fick nu dock speltid i båda finalmatcherna.
År 1981 värvades Thychosen till Belgien och RWD Molenbeek. Efter 53 ligamatcher och 14 mål med en 10:e plats i ligan som bäst för klubben återvände han 1983 till Danmark och med sina 24 mål och skytteligatitel säsongen därpå bidrog han till Vejle Boldklubs seger i danska ligan.
Efter den lyckosamma säsongen han haft togs Thychosen ut i Danmarks trupp till EM i Frankrike 1984. I konkurrens med offensiva krafter som Preben Elkjær, Michael Laudrup och två andra Vejlespelare – Kenneth Brylle och Allan Simonsen – blev det dock ingen speltid för Thychosen under mästerskapet då Danmark slogs ut efter straffar i semifinalen mot Spanien.
1985 prövade Thychosen åter sina vingar i en annan liga; nu i schweiziska ligan och FC Lausanne-Sport. Där lyckades han bra då han under debutsäsongen blev ligans skyttekung på 21 gjorda mål. Året efter ökade han på målskörden till 22 mål men fick då ge sig för en annan dansk i skytteligatoppen, John Eriksen.
Efter 61 gjorda mål i ligan (77 mål totalt) på fyra säsonger vände Thychosen sedan hemåt och spelade från 1989 åter i Vejle BK där han till sist avslutade sin karriär 1993. Avskedsmatchen blev den 14 november 1993 mot B 1913, en match VBK vann med 2–1.

### Som tränare
Efter spelarkarriären har Steen Thychosen innehaft ett antal viktiga positioner i Vejle Boldklub. 2002 blev han sportdirektör i Vejle Boldklub Elitefodbold A / S. Vid tiden var klubben i en stor kris, både sportsligt och finansiellt, och hade det inte varit för hans hjärta för klubben hade han knappast sagt ja till posten. Samma sak gällde när han året efter accepterade posten som huvudtränare.
Steen Thychosen är en stor personlighet i Vejle Boldklubs historia. Han har representerat klubben som spelare, sportschef, huvudtränare och assisterande tränare. Dessutom har han varit involverad i ungdomsarbetet i klubben; inkluderat som ansvarig för Vejle Boldklubs fotbollsskola.
Innan han återupptog jobbet som sportchef i Vejle 2014 (fram till 2017) var han under flera år assisterande och anfallstränare i FC Fredericia.

## Utanför planen
Steen Thychosen har jobbat områdeschef för en biluthyrningsfirma, 

## Meriter

### I klubblag
Vejle BK
- Dansk mästare (2): 1978, 1984
- Danska cupen (1): 1977

 Borussia Mönchengladbach
- Seger i Uefacupen: 1978/79
- Final i Uefacupen: 1979/80

### I landslag
Danmark
- Uttagen i truppen till EM 1984
- 2 landskamper, 0 mål

### Individuellt
- Skyttekung i danska ligan (1): 1984 (24 mål)
- Skyttekung i schweiziska ligan (1): 1985/86 (21 mål)

### Webbkällor
- Vejle Boldklub spelarprofil
- The Crazy Reds hemsida
- På Weltfussball
- Profil på transfermarkt